# 盧森堡交通
盧森堡交通主要依靠公路、鐵路和航空，此外摩澤爾河上也有航運。盧森堡已經形成了現代化高速公路道路網的道路網。此外盧森堡車站也有開往巴黎的TGV高速列車運行。盧森堡國內的鐵路由盧森堡國家鐵路運行，有開往各鄰國的列車。除了鐵路之外，公車也是盧森堡主要的公共交通方式。 盧森堡機場是盧森堡唯一的商業機場。